# 1430-ті до н. е.

## Правителі
- Фараон Єгипту Тутмос III. Вів війни з Мітанні.
- Царем Мітанні був Шауштатар.
- Правителями Ашшуру, імовірно, були Ашшур-рабі I та його син Ашшур-надін-аххе I